# Beta Aquarii
Beta Aquarii (β Aqr / β Aquarii) es la estrella más brillante de la constelación de Acuario. También tiene el nombre tradicional Sadalsuud, el cual deriva de la expresión árabe سعد السعود sacd as-sucūd, la cual significa "Afortunado de los afortunados".
Sadalsuud tiene una magnitud estelar de +2,90 m. Pertenece a la clase estelar G0Ib, y está a 610 años luz de la tierra. Es miembro de una clase rara de estrellas conocida como supergigantes de menor brillo.

## Localización
La localización de la estrella en el cielo se muestra en el siguiente mapa de la constelación de Acuario:

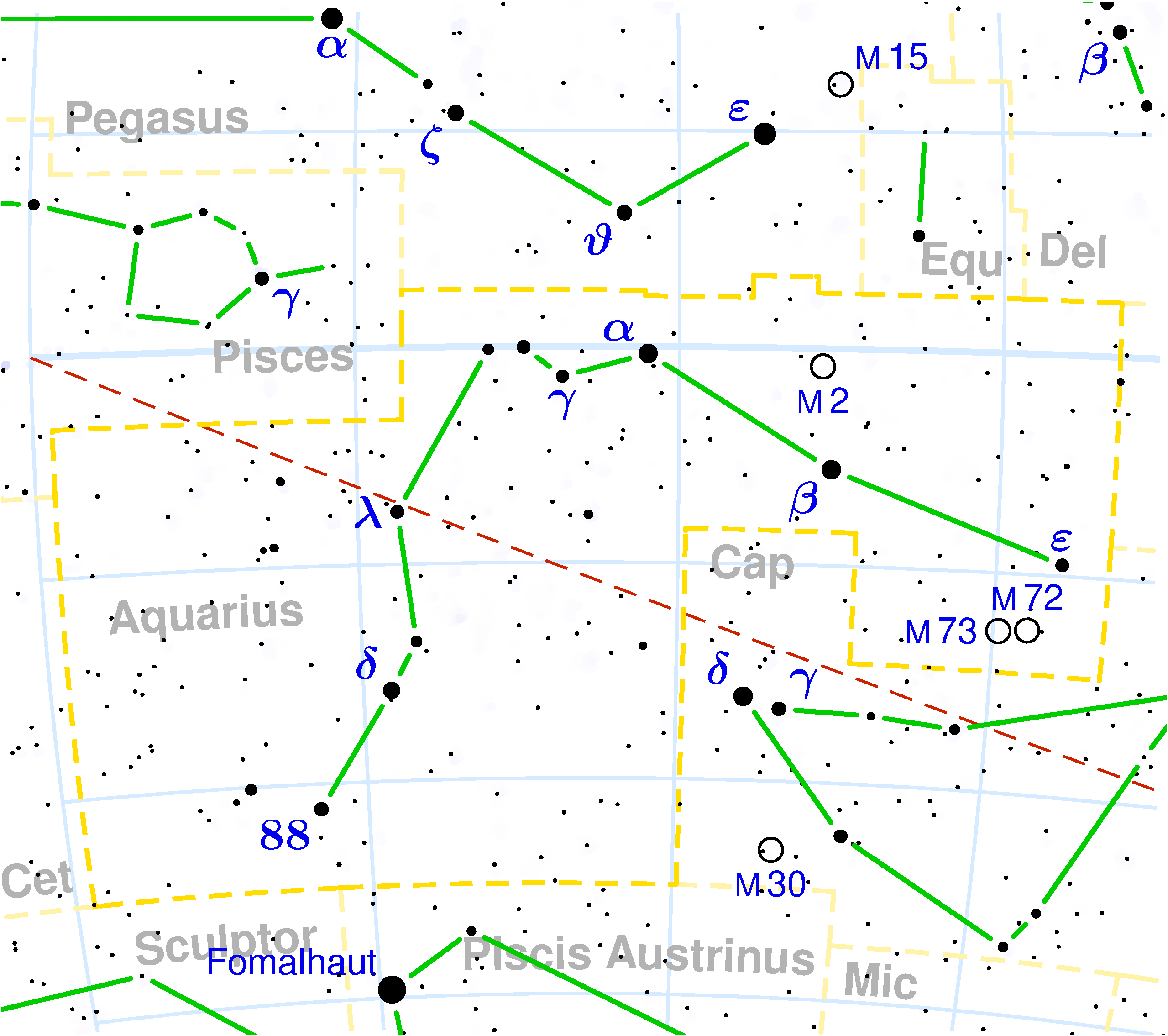
Constelación de Acuario.

- Datos: Q13243